# Samoa Americane ai XVII Giochi olimpici invernali
Le Samoa Americane parteciparono ai XVII Giochi olimpici invernali, svoltisi a Lillehammer, Norvegia, dal 12 al 27 febbraio 1994, con una delegazione di 2 atleti impegnati in una disciplina.